# Every Child
Every Child é um filme de animação em curta-metragem canadense de 1979 dirigido por Eugene Fedorenko e escrito por Derek Lamb. Venceu o Oscar de melhor curta-metragem de animação na edição de 1980.

## Elenco
- Bernard Carez
- Sophie Cowling
- Raymond Pollender